# Régime BRATT
Pour les articles homonymes, voir BRATT.
 (mars 2009).
Si vous disposez d'ouvrages ou d'articles de référence ou si vous connaissez des sites web de qualité traitant du thème abordé ici, merci de compléter l'article en donnant les références utiles à sa vérifiabilité et en les liant à la section « Notes et références ».

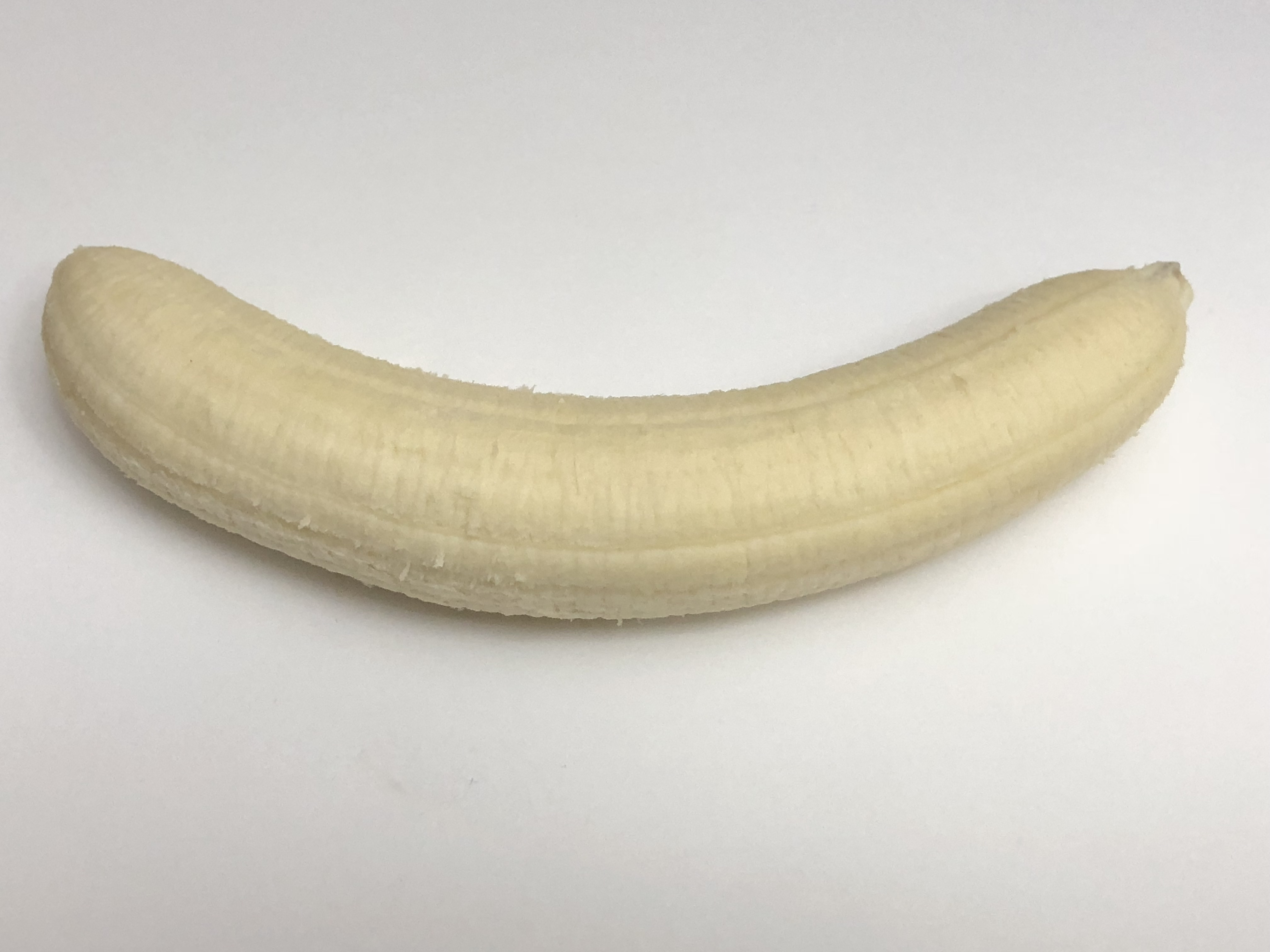
Les bananes sont l'un des façons d'appliquer le régime BRATT

Le régime dit BRAT, ou BRATT, était un régime alimentaire conseillé en accompagnement du traitement des entérites, diarrhées ou encore gastro-entérites. Il est composé d'aliments présumés faciles à digérer, peu gras et faibles en fibres.
Il consiste, selon les variantes, à se nourrir de
- bananes (parfois écrasées avec du sucre),
- riz à l'eau
- compote de pomme
- thé
- pain grillé ou biscottes

Il tient son nom de l'anglais bananas, rice, applesauce, tea and toast. Le régime peut aussi s'accompagner de yaourt en fonction du problème digestif de départ.
Cette diète de réalimentation a été longuement recommandée quoique sans fondement scientifique. Les études plus récentes démontrent qu'elle est inutilement restrictive. Les Centres pour la Prévention et le Contrôle des Maladies américains la déconseillent formellement. Au contraire, une réalimentation rapide résulte en une atténuation plus rapide des diarrhées.